# Mesozoïcum
| Eon                                         | Era         | Periode   | Subperiode | Tijd geleden (Ma) |
| ------------------------------------------- | ----------- | --------- | ---------- | ----------------- |
| Fanerozoïcum                                | Cenozoïcum  | Paleogeen | Paleoceen  | jonger            |
| Fanerozoïcum                                | Mesozoïcum  | Krijt     | Laat       | 66,0 – 100,5      |
| Fanerozoïcum                                | Mesozoïcum  | Krijt     | Vroeg      | 100,5 – 145,0     |
| Fanerozoïcum                                | Mesozoïcum  | Jura      | Laat       | 145,0 – 163,5     |
| Fanerozoïcum                                | Mesozoïcum  | Jura      | Midden     | 163,5 – 174,1     |
| Fanerozoïcum                                | Mesozoïcum  | Jura      | Vroeg      | 174,1 – 201,3     |
| Fanerozoïcum                                | Mesozoïcum  | Trias     | Laat       | 201,3 – ~235      |
| Fanerozoïcum                                | Mesozoïcum  | Trias     | Midden     | ~235 – 247,2      |
| Fanerozoïcum                                | Mesozoïcum  | Trias     | Vroeg      | 247,2 – 252,2     |
| Fanerozoïcum                                | Paleozoïcum | Perm      | Lopingien  | ouder             |
| Indeling van het Mesozoïcum volgens de ICS. |             |           |            |                   |

Het geologisch tijdperk Mesozoïcum (afgeleid van Grieks: μέσος (mésos) = midden; ζώω (zóo) = leven: "tijdperk van het midden-leven") of Secundair (verouderde naam) is een era in de geologische tijdschaal (of een erathem in de stratigrafie), die duurde van 252,2 ± 0,5 miljoen jaar (Ma) tot 66,0 Ma. Het wordt onderverdeeld in de periodes (van vroeg naar laat) Trias, Jura en Krijt.
De era voorafgaand aan het Mesozoïcum heet het Paleozoïcum, de era erna Cenozoïcum. Deze drie era's samen vormen het eon Fanerozoïcum.

## Paleogeografie
Aan het begin van het Mesozoïcum lagen de continenten nog verenigd in één grote landmassa, het supercontinent Pangea. In de loop van het Mesozoïcum bewogen ze uit elkaar, waarbij de huidige continenten ontstonden. Desondanks zaten ook aan het einde van het Mesozoïcum Australië en Antarctica nog aan elkaar vast en was de Atlantische Oceaan slechts half zo breed als tegenwoordig. Tussen Eurazië en Afrika lag de tegenwoordig verdwenen Tethysoceaan.
In het begin van het Mesozoïcum steeg het zeeniveau om gedurende de hele era relatief hoog te blijven. Grote delen van de continenten waren bedekt met ondiepe zeeën, zoals de Krijtzee die een groot deel van Noord-Europa bedekte.

## Leven
Het Mesozoïcum begon met de Perm-Trias-massa-extinctie, de grootste massa-extinctie aller tijden. De fauna van het Mesozoïcum was daarom zeer verschillend van die van het eraan voorafgaande Paleozoïcum. Tijdens het Perm, de laatste periode van het Paleozoïcum, was de flora op een meer geleidelijke manier drastisch veranderd zodat ook de plantenwereld van het Mesozoïcum zeer verschilde van die van het Paleozoïcum. Omdat deze overgang eerder plaatsvond dan de overgang tussen de twee era's gebruiken paleobotanici wel een alternatieve indeling in Paleofyticum (het tijdperk voor de overgang) en Mesofyticum (het tijdperk erna).
De flora in het Mesozoïcum werd beheerst door coniferen en varens. Tijdens het Krijt verschenen de eerste bedektzadigen, planten die bloemen dragen.
Het Mesozoïcum is bekend als het tijdperk van de dinosauriërs, die tijdens het Trias ontstonden en vooral in het Jura en Krijt het land domineerden. Andere reusachtige reptielen leefden in het water (zoals ichthyosauriërs of plesiosauriërs) of in de lucht (pterosauriërs). Primitieve zoogdieren (waarschijnlijk ontstaan in het Trias) en de eerste vogels speelden een grotendeels ondergeschikte rol. Andere uitgestorven groepen dieren uit het Mesozoïcum zijn bijvoorbeeld ammonieten, rudisten of belemnieten. Samen met de dinosauriërs stierven deze groepen uit tijdens de Krijt-Tertiair-overgang 66,0 miljoen jaar geleden. Waarschijnlijk werd dit veroorzaakt door een grote meteorietinslag.